# Reinhart Heinsdorff
Reinhart Heinsdorff (* 22. September 1923 in Rimsting am Chiemsee; † 26. März 2002 in Friedberg-Ottmaring) war ein deutscher Grafiker, Bildhauer und Medailleur.

## Leben

Rückseite der deutschen 10- bis 50-Cent-Stücke

Von 1947 bis 1952 studierte Reinhart Heinstorff Malerei an der Akademie der Bildenden Künste München bei Hermann Kaspar. Es folgte von 1953 bis 1956 die Meisterschule für Buchdrucker, Abteilung Graphikdesign bei Eduard Ege.
Ab 1956 arbeitete er als freischaffender Maler und Designer. Von 1986 bis 1991 übte er einen Lehrauftrag an der Akademie der Bildenden Künste München für Münz- und Medaillengestaltung aus.
Neben einer Vielzahl an Briefmarken> gestaltete er auch das erste Zwei-Mark-Stück der Politiker-Serie mit dem Abbild Konrad Adenauers. Die Wertseite wurde später auch für die anderen Münzen dieser Serie verwendet. Später gestaltete er auch die Rückseite der deutschen 10-, 20- und 50-Cent-Stücke. Darüber hinaus schuf er Medaillen, Bilder und Skulpturen. Ein Teil seines Nachlasses befindet sich im Museum im Wittelsbacher Schloss.

## Werke
1988 initiierte er gemeinsam mit der Hauptkonservatorin der Staatlichen Münzsammlung München, Ingrid Szeiklies-Weber, den Künstlerkreis der Medailleure München, um „die Medaille auf ein neues Niveau künstlerischer Gestaltung zu heben.“
In den 90er Jahren entstanden viele vorwiegend großformatige Gemälde in Acryl. Entsprechend seiner Grundüberzeugungen zum Schutz der natürlichen Lebensgrundlagen des Menschen, thematisierte er in seinen Bildern meist die Luft, das Wasser und den Boden. Reinhart Heinsdorff war Mitglied der Künstlergruppe Friedberg.

## Ausstellungen
- 1983, 1985 Augsburg, Große Schwäbische Kunstausstellung
- 1989 Friedberg/Bayern, Archivgalerie
- 1990 München, Berlin, Bonn – „Aufbruch-Durchbruch“
- 2003 Friedberg/Bayern
- 2004 Mühlheim am Main[4]
- 2023 Friedberg/Bayern – „Zeitansage“ – zum 100sten Geburtstag[5]